# بال سالاي
بال سالاي (بالمجرية: Szalai Pál)‏ هو ضابط شرطة مجري، ولد في 3 سبتمبر 1915 في بودابست في المجر، وتوفي في 16 يناير 1994 في لوس أنجلوس في الولايات المتحدة.